# Kuwejt na Letnich Igrzyskach Olimpijskich 1992
Kuwejt na Letnich Igrzyskach Olimpijskich 1992 reprezentowało 32 zawodników (sami mężczyźni). Był to 7 start reprezentacji Kuwejtu na letnich igrzyskach olimpijskich.

## Skład kadry

### Judo
Mężczyźni
- Ali Heidar Ali Mohamed waga do 60 kg – 19. miejsce,
- Hussain Mohamed Hassan waga do 95 kg – 24. miejsce,

### Lekkoatletyka
Mężczyźni
- Zeyad Abdulrazak – bieg na 110 m przez płotki – odpadł w eliminacjach,
- Abdul Marzouk Al–Yoha – trójskok – 16. miejsce,
- Waleed Al–Bekheet – rzut młotem – 25. miejsce,
- Ghanem Zaid – rzut oszczepem – nie sklasyfikowany (nie oddał żadnej udanej próby),

### Piłka nożna
Mężczyźni
- Abdullah Saihan, Ahmad Hajji, Ali Al–Hadiyah, Fahad Marzouq, Falah Al–Majidi, Hamad Al–Easa, Hussain Al–Khodari, Jasem Al–Huwaidi, Fawaz Al–Ahmad, Mansour Mohamed, Meshal Al–Anzi, Mohamed Al–Kaledi, Mohamed Ben Haji, Nawaf Al–Dhafari, Osama Abdullah, Salammah Al–Enazy, Sami Al–Lanqawi, Thamer Al–Enazy, Youssef Al–Dokhi – 16. miejsce,

### Pływanie
Mężczyźni
- Jarrah Al–Asmawi

100 m stylem dowolnym – 69. miejsce,
100 m stylem grzbietowym – 51. miejsce,
100 m stylem motylkowym – 60. miejsce,
- Sultan Al–Otaibi

200 m stylem grzbietowym – 40. miejsce,
200 m stylem klasycznym – 48. miejsce,
200 m stylem zmiennym – 44. miejsce,
- Ayman Al–Enazy

100 m stylem klasycznym – 53. miejsce,
200 m stylem klasycznym – 49. miejsce,

### Podnoszenie ciężarów
Mężczyźni
- Redha Shaaban – waga do 100 kg – 21. miejsce,

### Strzelectwo
- Fehaid Al–Deehani – trap – 29. miejsce,
- Nayef Al–Daihani – skeet – 42. miejsce,

### Szermierka
Mężczyźni
- Mohamed Al–Hamar – szpada indywidualnie – 47. miejsce,